# Stenotabanus stigma
Stenotabanus stigma är en tvåvingeart som först beskrevs av Fabricius 1805.  Stenotabanus stigma ingår i släktet Stenotabanus och familjen bromsar. Inga underarter finns listade i Catalogue of Life.